# Toui à front d'or
Brotogeris sanctithomae
Espèce
Statut de conservation UICN

 LC  : Préoccupation mineure
Statut CITES
Le Toui à front d'or (Brotogeris sanctithomae) est une espèce d'oiseaux appartenant à la famille des Psittacidae.

## Description
Cet oiseau mesure environ 17 cm. Son plumage est presque entièrement vert avec seulement le front (et les iris) jaune.

## Sous-espèces et répartition
Le Toui à front d'or est représenté par deux sous-espèces :
- sanctithomae localisée dans le sud de la Colombie, dans l'ouest du Brésil, dans l'est du Pérou et dans le nord de la Bolivie ;
- takatsukasae localisée dans le nord du Brésil.

## Habitat
Cet oiseau peuple les zones ouvertes et fréquente les plantations de canne à sucre et de manioc.

## Comportement
Cet oiseau vit en petits groupes.

## Reproduction
Les couples s'isolent pendant la période de reproduction. Cet oiseau nidifie dans les cavités des arbres et dans les termitières arboricoles.

## Statut
Cet oiseau est commun dans toute son aire de répartition.